# Slastičarnica
Slastičarnica (razg. slastičarna) je obrt, prodavaonica i ugostiteljski objekt čija je glavna djelatnost priprema, prodaja i posluživanje različitih slastica: sladoleda, kolača, torti i ostalih vrsta slatkih jela. Uz poslastice, slastičarnice često poslužuju i napitke, najčešće kavu, čaj i sokove, ali i pekarske proizvode, najčešće od lisnatoga (npr. croissant) ili dizanoga tijesta (pite).